# Платинадигаллий
Платинадигаллий — бинарное неорганическое соединение
платины и галлия
с формулой Ga2Pt,
кристаллы.

## Получение
- Сплавление стехиометрических количеств чистых веществ:

{\displaystyle {\mathsf {Pt+2Ga\ {\xrightarrow {922^{o}C}}\ Ga_{2}Pt}}}

## Физические свойства
Платинадигаллий образует кристаллы
кубической сингонии,
пространственная группа F m3m,
параметры ячейки a = 0,5923 нм, Z = 4,
структура типа фторида кальция CaF2
.
Соединение образуется по перитектической реакции при температуре 922 °C
и разлагается при температуре ниже 153 °C.